# نيكولاس (نيويورك)
نيكولاس (بالإنجليزية: Nichols, New York)‏ هي بلدة أمريكية تقع في الولايات المتحدة في نيويورك (ولاية). يقدر عدد سكانها بـ 2,525 نسمة .